# 大分県幼稚園一覧
大分県幼稚園一覧（おおいたけんようちえんいちらん）は、大分県の幼稚園の一覧。

## 国立幼稚園
- 大分大学教育学部附属幼稚園

## 公立幼稚園

### 大分市
- 大分市立金池幼稚園
- 大分市立松岡幼稚園
- 大分市立春日町幼稚園
- 大分市立戸次幼稚園
- 大分市立大道幼稚園
- 大分市立判田幼稚園
- 大分市立南大分幼稚園
- 大分市立東稙田幼稚園
- 大分市立城南が丘幼稚園
- 大分市立稙田幼稚園
- 大分市立豊府幼稚園
- 大分市立賀来幼稚園
- 大分市立八幡幼稚園
- 大分市立敷戸幼稚園
- 大分市立滝尾幼稚園
- 大分市立宗方幼稚園
- 大分市立森岡幼稚園
- 大分市立寒田幼稚園
- 大分市立東大分幼稚園
- 大分市立大在幼稚園
- 大分市立桃園幼稚園
- 大分市立丹生幼稚園
- 大分市立津留幼稚園
- 大分市立坂ノ市幼稚園
- 大分市立舞鶴幼稚園
- 大分市立こうざき幼稚園
- 大分市立住吉幼稚園
- 大分市立大志生木幼稚園
- 大分市立明野幼稚園
- 大分市立佐賀関幼稚園
- 大分市立三佐幼稚園
- 大分市立野津原幼稚園
- 大分市立鶴崎幼稚園
- 大分市立野津原中央幼稚園
- 大分市立別保幼稚園
- 大分市立野津原西部幼稚園
- 大分市立明治幼稚園
- 大分市立今市幼稚園
- 大分市立高田幼稚園

### 別府市
- 別府市立べっぷ幼稚園
- 別府市立南幼稚園
- 別府市立東山幼小中学校
- 別府市立西幼稚園
- 別府市立南立石幼稚園
- 別府市立亀川幼稚園
- 別府市立朝日幼稚園
- 別府市立石垣幼稚園
- 別府市立境川幼稚園
- 別府市立青山幼稚園
- 別府市立上人幼稚園
- 別府市立春木川幼稚園
- 別府市立鶴見幼稚園
- 別府市立緑丘幼稚園
- 別府市立大平山幼稚園

### 中津市
- 中津市立南部幼稚園
- 中津市立北部幼稚園
- 中津市立豊田幼稚園
- 中津市立小楠幼稚園
- 中津市立鶴居幼稚園
- 中津市立大幡幼稚園
- 中津市立如水幼稚園
- 中津市立三保幼稚園
- 中津市立今津幼稚園
- 中津市立和田幼稚園
- 中津市立沖代幼稚園

### 佐伯市
- 佐伯市立佐伯幼稚園
- 佐伯市立佐伯東幼稚園
- 佐伯市立鶴岡幼稚園
- 佐伯市立八幡幼稚園
- 佐伯市立西上浦幼稚園
- 佐伯市立上堅田幼稚園
- 佐伯市立木立幼稚園
- 佐伯市立下堅田幼稚園
- 佐伯市立大入島南幼稚園
- 佐伯市立大入島幼稚園
- 佐伯市立青山幼稚園
- 佐伯市立渡町台幼稚園
- 佐伯市立上浦幼稚園
- 佐伯市立切畑幼稚園
- 佐伯市立明治幼稚園
- 佐伯市立上野幼稚園
- 佐伯市立本匠東幼稚園
- 佐伯市立直川幼稚園
- 佐伯市立中浦幼稚園
- 佐伯市立松浦幼稚園
- 佐伯市立東中浦幼稚園
- 佐伯市立吹幼稚園
- 佐伯市立色宮幼稚園
- 佐伯市立向陽幼稚園
- 佐伯市立蒲江幼稚園

### 臼杵市
- 臼杵市立臼杵幼稚園
- 臼杵市立野津幼稚園
- 臼杵市立川登幼稚園
- 臼杵市立都松幼稚園
- 臼杵市立田野幼稚園
- 臼杵市立南野津幼稚園

### 竹田市
- 竹田市立竹田幼稚園
- 竹田市立岡本幼稚園
- 竹田市立北部幼稚園
- 竹田市立明治幼稚園
- 竹田市立入田幼稚園
- 竹田市立南部幼稚園
- 竹田市立菅生幼稚園
- 竹田市立長湯幼稚園
- 竹田市立下竹田幼稚園

### 豊後高田市
- 豊後高田市立桂陽小学校附属美和幼稚園
- 豊後高田市立河内小学校附属幼稚園
- 豊後高田市立田染小学校附属幼稚園
- 豊後高田市立都甲小学校附属幼稚園
- 豊後高田市立草地小学校附属幼稚園
- 豊後高田市立呉崎小学校附属幼稚園

### 杵築市
- 杵築市立豊洋幼稚園
- 杵築市立守江幼稚園
- 杵築市立大内幼稚園
- 杵築市立杵築幼稚園
- 杵築市立東幼稚園
- 杵築市立八坂幼稚園
- 杵築市立北杵築幼稚園
- 杵築市立山香幼稚園
- 杵築市立熊野幼稚園
- 杵築市立田原小学校附属幼稚園

### 宇佐市
- 宇佐市立長洲幼稚園
- 宇佐市立津房幼稚園

### 豊後大野市
- 豊後大野市立菅尾幼稚園
- 豊後大野市立百枝幼稚園
- 豊後大野市立三重幼稚園
- 豊後大野市立新田幼稚園
- 豊後大野市立東幼稚園
- 豊後大野市立南幼稚園
- 豊後大野市立中部幼稚園
- 豊後大野市立西部幼稚園
- 豊後大野市立東部幼稚園
- 豊後大野市立南部幼稚園
- 豊後大野市立千歳幼稚園
- 豊後大野市立長谷幼稚園
- 豊後大野市立おおのさくら幼稚園

### 由布市
- 由布市立東庄内幼稚園
- 由布市立南庄内幼稚園
- 由布市立星南幼稚園
- 由布市立大津留幼稚園
- 由布市立阿蘇野幼稚園
- 由布市立西庄内幼稚園
- 由布市立阿南幼稚園
- 由布市立挾間幼稚園
- 由布市立谷幼稚園
- 由布市立石城幼稚園
- 由布市立由布川幼稚園
- 由布市立由布院幼稚園
- 由布市立塚原幼稚園
- 由布市立湯平幼稚園

### 国東市
- 国東市立上国崎幼稚園
- 国東市立豊崎幼稚園
- 国東市立旭日幼稚園
- 国東市立富来幼稚園
- 国東市立安岐幼稚園
- 国東市立西安岐幼稚園
- 国東市立南安岐幼稚園
- 国東市立朝来幼稚園
- 国東市立西武蔵幼稚園
- 国東市立熊毛幼稚園
- 国東市立竹田津幼稚園
- 国東市立中央幼稚園

### 東国東郡
- 姫島村立姫島幼稚園

### 速見郡
- 日出町立大神幼稚園
- 日出町立川崎幼稚園
- 日出町立豊岡幼稚園
- 日出町立日出幼稚園
- 日出町立藤原幼稚園
- 日出町立藤原・赤松幼稚園
- 日出町立南端幼稚園
- 日出町立真那井幼稚園

### 玖珠郡
- 九重町立野上幼稚園
- 九重町立明倫幼稚園
- 九重町立飯田幼稚園
- 九重町立東飯田幼稚園
- 玖珠町立森幼稚園
- 玖珠町立玖珠幼稚園
- 玖珠町立北山田幼稚園
- 玖珠町立八幡幼稚園

## 私立幼稚園

### 大分市
- 明照幼稚園
- ひまわり幼稚園
- ひまわり明野幼稚園
- 千代町幼稚園
- 城南幼稚園
- 大分明星幼稚園
- すぎのこ幼稚園
- 愛隣幼稚園
- カトリック海星幼稚園
- 聖公幼稚園
- カトリック鶴崎幼稚園
- 明野第一幼稚園
- ごとう幼稚園
- とぜん幼稚園
- まきの幼稚園
- ルナ幼稚園
- 敷戸ふない幼稚園
- やまばと幼稚園
- ふじが丘幼稚園
- 富士見ヶ丘幼稚園
- えのくま幼稚園
- のだ山幼稚園
- 宮河内幼稚園
- もりまち幼稚園
- 佐賀関幼稚園

### 別府市
- 別府大学付属幼稚園
- 明星幼稚園
- 真愛幼稚園
- カトリック海の星幼稚園
- 別府中央幼稚園
- わかば幼稚園
- ひめやま幼稚園

### 中津市
- めぐみ幼稚園
- 東九州短期大学附属幼稚園
- 双葉ヶ丘幼稚園

### 日田市
- 月隈幼稚園
- 三芳幼稚園
- 緑ケ丘幼稚園
- 緑ケ丘第二幼稚園
- カトリック日田幼稚園
- 三隈幼稚園
- 日田ルーテル幼稚園
- 五条東渓幼稚園

### 佐伯市
- ルンビニ幼稚園
- みのり幼稚園

### 臼杵市
- カトリック臼杵幼稚園
- アソカ幼稚園

### 津久見市
- 白蓮幼稚園
- 和順幼稚園
- カトリック津久見幼稚園
- 青江白梅幼稚園
- 千怒白梅幼稚園

### 竹田市
- しらゆり幼稚園

### 豊後高田市
- 親光幼稚園

### 宇佐市
- ことぶき幼稚園
- なぎさ幼稚園
- むつみ幼稚園

### 豊後大野市
- どんぐり幼稚園

### 国東市
- むさし幼稚園

### 速見郡
- 聖武幼稚園

### 玖珠郡
- カトリック玖珠幼稚園